# Rashaan Fernandes
Rashaan Fernandes (Rotterdam, 29 luglio 1998) è un calciatore olandese, attaccante dell'Omonia 29is Maiou.

## Carriera
Cresciuto nei settori giovanili di Feyenoord e Twente, il 6 maggio 2018 esordisce tra i professionisti, nella partita di Eredivisie pareggiata per 1-1 contro il NAC Breda. Rimasto svincolato, il 3 settembre 2019 viene tesserato dal Telstar; dopo aver trascorso tre stagioni con la società di Velsen, il 24 marzo 2022, in scadenza di contratto, si accorda con il Go Ahead Eagles, con cui firma un triennale.

## Statistiche

### Presenze e reti nei club
Statistiche aggiornate al 6 novembre 2022.
| Stagione        | Squadra         | Campionato      | Campionato | Campionato | Coppe nazionali | Coppe nazionali | Coppe nazionali | Coppe continentali | Coppe continentali | Coppe continentali | Altre coppe | Altre coppe | Altre coppe | Totale | Totale |
| Stagione        | Squadra         | Comp            | Pres       | Reti       | Comp            | Pres            | Reti            | Comp               | Pres               | Reti               | Comp        | Pres        | Reti        | Pres   | Reti   |
| --------------- | --------------- | --------------- | ---------- | ---------- | --------------- | --------------- | --------------- | ------------------ | ------------------ | ------------------ | ----------- | ----------- | ----------- | ------ | ------ |
| apr.-mag. 2018  | Twente          | E               | 1          | 0          | CO              | -               | -               | -                  | -                  | -                  | -           | -           | -           | 1      | 0      |
| 2019-2020       | Telstar         | ED              | 14         | 1          | CO              | 1               | 0               | -                  | -                  | -                  | -           | -           | -           | 15     | 1      |
| 2020-2021       | Telstar         | ED              | 27         | 2          | CO              | 0               | 0               | -                  | -                  | -                  | -           | -           | -           | 27     | 2      |
| 2021-2022       | Telstar         | ED              | 33         | 4          | CO              | 3               | 1               | -                  | -                  | -                  | -           | -           | -           | 36     | 5      |
| Totale Telstar  | Totale Telstar  | Totale Telstar  | 74         | 7          |                 | 4               | 1               |                    | -                  | -                  |             | -           | -           | 78     | 8      |
| 2022-2023       | Go Ahead Eagles | E               | 4          | 0          | CO              | 1               | 0               | -                  | -                  | -                  | -           | -           | -           | 5      | 0      |
| Totale carriera | Totale carriera | Totale carriera | 79         | 7          |                 | 5               | 1               |                    | -                  | -                  |             | -           | -           | 84     | 8      |